# Emmanuel College (Cambridge)
O Emmanuel College é uma das faculdades que constituem a Universidade de Cambridge, fundado em 1584 por sir Walter Mildmay no lugar de um antigo convento pregador. Mildmay, um puritano, tentou originalmente que o Emmanuel fosse um colégio que treinasse a pregadores protestantes, para rivalizar com as bem sucessidas escolas católicas que treinaram a fraile dominicos durante anos.
O Emmanuel ainda tem a uns quantos estudantes de teologia, mas agora inclui a muitos estudantes de uma ampla variedade de matérias e carreiras, e abriu as suas portas às mulheres em 1979.
O Emma, como se lhe conhece dentro da universidade, atrai a um bom número pregraduados, devido à sua reputação como colégio amável (ainda que outros muitos colégios se definem a si mesmos da mesma maneira). O Emmanuel ocupou a posição número 1 na Tompkins Table em 2003, 2004, 2006 e 2007, que classifica aos colégios de acordo com os resultados dos exames de fim de ano. O Emmanuel tem estado entre os cinco primeiros colégios de Cambridge durante os últimos oito anos (2000-2007).
O Emmanuel é um dos colégios mais ricos de Cambridge com um orçamento estimado em 162 milhões de libras (2005).

## Características especiais
A capela do Emmanuel foi desenhada por Christopher Wren. Há um grande estanque de peixes nos terrenos, que aloja uma colónia de patos. Até finais da década de 1990, estes patos eram em grande parte Mallards, mas um antigo Director doou umas espécies de patos mais exóticos, que incluíram os Carolina, os Mandarín, os Pintail, os Tufted, e os Wigeon.
Há um fino exemplo de Platanus orientalis nos jardins dos Professores, que é famoso por ter vivido mais do normal para a sua espécie. Os jardins dos professores também contêm uma piscina que é uma das mais antigas piscinas da Europa.